# Längstwellensender Bafa
Der Längstwellensender Bafa ist eine Sendeanlage für die Längstwelle des US-Militärs in der Nähe von Didim in der Türkei. Er sendet unter dem Rufzeichen TBB mit der Frequenz 26,7 kHz Nachrichten für getauchte U-Boote. Eine solche Nachricht kann der Befehl, Raketen zu starten, sein. Die beiden Masten der Anlage sind mit 380 Metern die höchsten Bauwerke der Türkei.